# 12201 Spink
12201 Spink eller 1981 ED12 är en asteroid i huvudbältet som upptäcktes den 1 mars 1981 av den amerikanska astronomen Schelte J. Bus vid Siding Spring-observatoriet. Den är uppkallad efter James W. Spink.
Asteroiden har en diameter på ungefär 3 kilometer.